# Бараничеве
Бара́ничеве — село в Україні, у Троїцькій селищній громаді Сватівського району Луганської області. Населення становить 16 осіб. Орган місцевого самоврядування — Арапівська сільська рада.

## Населення

### Мова
Розподіл населення за рідною мовою за даними перепису 2001 року:
| Мова       | Кількість | Відсоток |
| ---------- | --------- | -------- |
| російська  | 9         | 56.25%   |
| українська | 7         | 43.75%   |
| Усього     | 16        | 100%     |

## Географія
У селі бере початок Балка Приватна.